# Opeti Fonua
Pour les articles homonymes, voir Fonua.

a Compétitions nationales et continentales officielles uniquement.

b Matchs officiels uniquement.
Dernière mise à jour le 19 juillet 2019.
Opeti Fonua, né le 26 mai 1986, est un joueur tongien de rugby à XV qui évolue au poste de numéro 8 au sein de l'effectif des Newcastle Falcons en Aviva Premiership. Il est un des joueurs de rugby à XV les plus lourds, son poids oscillant entre 135 et 150 kg. Peu utilisé à Bayonne par l’entraîneur Patricio Noriega, il signe pour le club anglais des London Welsh en cours d'exercice 2014-2015, avant de rejoindre Leicester en 2015, puis Newcastle en 2016.

## Carrière

### En club
- Jusqu'en 2005 : Auckland  Nouvelle-Zélande
- 2005-2007 : SU Agen
  - Top 14 : 28 matches , 5 essais
  - Heineken Cup : 3 matches
  - Challenge européen : 3 matches, 2 essais
- 2007-2008 : FC Auch prêt
  - Top 14 : 10 matchs
- 2008-2013 : SU Agen
  - Pro D2 : 54 matchs, 19 essais
  - Top 14 : 18 matchs, 2 essais
  - Challenge européen : 6 matchs, 4 essais
- 2013- Novembre 2014 : Aviron bayonnais
  - Top 14 : 26 matchs, 1 essai
  - Challenge européen : 5 matchs 3 essais
- Novembre 2014-2015 : London Welsh
  - Aviva Premiership : 14 matchs, 4 essais
  - Coupe anglo-galloise : 2 matchs, 2 essais
- 2015-2016 : Leicester Tigers
  - Aviva Premiership : 7 matchs, 1 essai
  - Coupe d'Europe : 1 match
- Depuis 2016 : Newcastle Falcons
  - Aviva Premiership : 1 match
- 2019 Championnat de France à XV AS LAYRAC

### En équipe nationale
Il fait son premier match international avec l'équipe des Tonga le 13 juin 2009 contre l'Équipe des Fidji.

## Palmarès

### Avec l’AS Layrac
- Championnat de France de Fédérale 2 :
  - Champion (1) : 2023

## Statistiques en équipe nationale
- 11 sélections
- 10 point
- Sélections par année : 3 en 2009, 3 en 2013, 2 en 2015, 3 en 2016

En coupe du monde :
- 2015 : 2 matchs (Namibie, Argentine)